# Fight&Life
Fight&Life（ファイト・アンド・ライフ）は、株式会社フィットネススポーツが発行する格闘技専門誌である。2007年6月21日創刊。定価880円。雑誌アイアンマンの増刊号として隔月に発売されている。
「格闘技ライフ提案マガジン」をテーマに、格闘技を実践する人に対するアドバイス的な記事を充実させている。
現役格闘家やトレーナーへのインタビュー記事を始め、「ジム&道場へ行こう!」と題してジムの紹介、トレーニング方法など実践で役立つ格闘技情報を掲載している。